# Санкт-Ульрих-ам-Вазен
Санкт-Ульрих-ам-Вазен (нем. Sankt Ulrich am Waasen) — коммуна (нем. Gemeinde) в Австрии, в федеральной земле Штирия. 
Входит в состав округа Лайбниц.  Население составляет 787 человек (на 31 декабря 2005 года). Занимает площадь 10,0 км². Официальный код  —  61035.

## Политическая ситуация
Бургомистр коммуны — Йохан Кикмайер (СДПА) по результатам выборов 2005 года.
Совет представителей коммуны (нем. Gemeinderat) состоит из 9 мест.
- СДПА занимает 5 мест.
- АНП занимает 4 места.